# Litorhina
Litorhina är ett släkte av tvåvingar. Litorhina ingår i familjen svävflugor.

## Dottertaxa tillLitorhina, i alfabetisk ordning[1]
- Litorhina argyrolepis
- Litorhina atricapillus
- Litorhina basalis
- Litorhina bechuana
- Litorhina corticeus
- Litorhina damarensis
- Litorhina dentiferus
- Litorhina dilatata
- Litorhina ectophaeus
- Litorhina erythraeus
- Litorhina evanescens
- Litorhina flammea
- Litorhina infuscatus
- Litorhina kaokoensis
- Litorhina lar
- Litorhina macroptera
- Litorhina maura
- Litorhina mesopleuralis
- Litorhina metapleuralis
- Litorhina nyasae
- Litorhina obumbrata
- Litorhina perplexus
- Litorhina phloeochroma
- Litorhina producta
- Litorhina pseudocollaris
- Litorhina pseudomaurus
- Litorhina repletus
- Litorhina ricardoae
- Litorhina rostrata
- Litorhina salamonae
- Litorhina siccifolia
- Litorhina suberosus
- Litorhina suspensus
- Litorhina tollini
- Litorhina vernayi